# Los Corraleros de Majagual
Los Corraleros de Majagual est un groupe de musique tropicale colombien,.

## Biographie
En 1961, Calixto Ochoa et son élève Alfredo Gutiérrez, ainsi que Daniel Montes, arrivent dans les bureaux de Discos Fuentes à Medellín, en Colombie, pour présenter un projet de musique folklorique dans un contexte rural, basé sur l'accordéon et la guacharaca. Antonio Fuentes, directeur de la maison de disques, les baptisent Los Corraleros de Majagual en référence à un groupe similaire appelé Los Corraleros de Astillón, originaire de Majagual. Armando Hernández sera plus tard membre de ce groupe avant de rejoindre le Combo Caribe.
Le groupe est formé en 1962 à l'initiative d'Antonio Fuentes, entrepreneur musical et propriétaire du label discographique Discos Fuentes, promoteur de la musique côtière. Le groupe a obtenu plusieurs disques d'or, le Guaicaipuro de Oro en 1967 dans la catégorie de groupe le plus important du Venezuela, plusieurs Congos d'or décernés par le Festival de Orquestas del Carnaval de Barranquilla, ainsi que plusieurs mentions spéciales et distinctions de la presse internationale. Selon certaines sources, Los Corraleros del Majagual sont à l'origine d'une innovation cruciale qui a marqué le son de la musique côtière : l'incorporation d'accordéons jouant aux côtés de la section des cuivres de l'orchestre.

## Discographie
- 1962 : Alegre majagual
- 1962 : Los Corraleros de majagual
- 1962 : Volumen III
- 1963 : Volumen IV
- 1963 : Volumen V
- 1964 : Pin Pan Pumm
- 1965 : Mujeres costeñas
- 1965 : Aquí están
- 1965 : Lamento cumbiambero con Los Corraleros de Majagual (1965)
- 1965 : Titiguay
- 1966 : ¡Nos fuimos!
- 1966 : Nuevo ritmo
- 1966 : ¡Grito parrandero!
- 1967 : Siguela, siguela
- 1967 : Nuevos éxitos de Los Corraleros
- 1967 : Ritmo de Colombia
- 1968 : Los Corraleros en Nueva York
- 1968 : Nuevo ritmo..! Vol. II
- 1968 : Candela verde
- 1969 : Nuevo tumbao
- 1970 : ¡Ésta si es salsa!
- 1970 : Quemando
- 1970 : Mejor que te Vayas
- 1971 : Y Siguen Bateando
- 1973 : Corralerisimo